# Sávos langur
A sávos langur (Presbytis femoralis) a cerkóffélék (Cercopithecidae) családján belül a karcsúmajomformák (Colobinae) alcsaládjába tartozó Presbytis nem egyik faja.

## Előfordulása
Indonézia, Malajzia, Mianmar, Szingapúr és Thaiföld területén honos.

## Alfajai
- Presbytis femoralis femoralis
- Presbytis femoralis robinsoni
- Presbytis femoralis percura

## Megjelenése
Testhossza 68–80 cm.

## Életmódja
A sávos langur társaslény. Jól tud ugrani. Tápláléka gyümölcsök és friss levelek.

## Természetvédelmi állapota
Az élőhelyének csökkenése fenyegeti. Az IUCN vörös listáján a sebezhető kategóriában szerepel.